# Condylostylus caii
Condylostylus caii är en tvåvingeart som beskrevs av Octave Parent 1934. Condylostylus caii ingår i släktet Condylostylus och familjen styltflugor. Inga underarter finns listade i Catalogue of Life.